# Marie Kojecká-Karásková
Marie Kojecká-Karásková (n. 2 februarie 1904, Praga, Austro-Ungaria – d. 6 aprilie 1976, Praga, Cehoslovacia) a fost o jurnalistă și traducătoare cehoslovacă, care a devenit cunoscută pentru traducerile sale numeroase de literatură română în limba cehă și pentru contribuția sa importantă la dezvoltarea relațiilor culturale româno-cehoslovace.
A urmat studii la Universitatea din București, ca urmare a obținerii în anul 1926 a unei burse a statului român prin demersul Comitetului cehoslovac al Micii Antante a Presei, reușind în acest timp să învețe limba română și să-i cunoască pe unii dintre cei mai importanți scriitori români ai perioadei interbelice, și apoi a lucrat ca ziaristă la agenția de știri Centropress din Praga.
Marie Kojecká-Karásková a făcut parte, alături de J. Š. Kvapil și Jindra Hušková-Flajšhansová, din prima generație de traducători cehi din limba română cu pregătire profesională și a adus în perioada interbelică o contribuție însemnată la promovarea literaturii române în Cehoslovacia. Ea a tradus în limba cehă mai multe opere literare românești cu tematică socială (printre care Calea Victoriei de Cezar Petrescu, Ion și Pădurea spânzuraților de Liviu Rebreanu, Baltagul, Mitrea Cocor și Venea o moară pe Siret de Mihail Sadoveanu și Desculț de Zaharia Stancu) și s-a remarcat ca o promotoare a relațiilor culturale ceho-române.

## Biografie

### Studii
S-a născut la 2 februarie 1904 în orașul Praga (care făcea parte atunci din Austro-Ungaria). A absolvit cursurile Liceului de fete „Eliška Krásnohorská” din Praga în 1925 și s-a înscris apoi la Facultatea de Filosofie⁠(d) a Universității Caroline din Praga (FFUK) pentru a studia literatura engleză și limbile slave. Tânăra studentă a urmat cursul de limba română pentru ziariști, organizat la Praga de Mica Antantă a Presei și ținut de profesorul George Staca, și, împreună cu colegul ei de studii, Josef Kojecký (1902–1945), a fost acreditată ca elev-ziarist în cadrul Legației Cehoslovaciei de la București.

### Bursa în România
Comitetul cehoslovac al Micii Antante a Presei (P. E. P.) a efectuat în anul 1926 un demers pe lângă comitetul omolog român pentru obținerea a două burse la Universitatea din București pentru studenții cehoslovaci Josef Kojecký și Marie Karásková. Ca urmare a solicitării comitetului român al Presei Micii Antante, reprezentat prin președintele Constantin Mille și secretarul Raul Anastasiu, către Ministerul Instrucțiunii Publice, ministrul Ion Petrovici a aprobat în octombrie 1926 acordarea celor două burse, care au constat în scutirea de taxele de studii, asigurarea cazării gratuite în cămin și oferirea unei sume lunare pentru acoperirea cheltuielilor curente. În urma obținerii acestor burse, cei doi tineri elevi-ziariști cehoslovaci au venit în România pentru a studia limba și literatura română, geografia și istoria României. Josef Kojecký și Marie Karásková s-au căsătorit ulterior.
Acordarea acestor burse către doi tineri cehi a stârnit unele nemulțumiri în Cehoslovacia, iar ziarul slovac Národnie noviny a publicat un protest al studentului slovac Matej Kubasák adresat Ministerului Educației din țara sa, prin care s-a reproșat că studenții slovaci au fost ignorați intenționat, că cei doi tineri cehi aleși nu erau studenți, ci funcționari ai agenției Centropress și că selecția fusese deja făcută atunci când s-a anunțat concursul în presă. Profesorul Staca, consulul onorar al României la Praga, a promis că va face tot ce îi stă în putință pentru trimiterea în viitor a unui student slovac la o universitate românească.
Marie Kojecká-Karásková a studiat ca bursieră la Universitatea din București, unde l-a avut printre profesori pe Nicolae Iorga, și, potrivit slavistului Traian Ionescu-Nișcov, a ajuns să cunoască „destul de bine” limba română în perioada studiilor efectuate în capitala României. În această perioadă ea a început să citească literatură română și a avut prilejul să cunoască numeroși scriitori români precum Liviu Rebreanu, Mihail Sadoveanu, Cezar Petrescu și Carol Ardeleanu. Romanul Pădurea spânzuraților al lui Liviu Rebreanu i-a atras atenția atât prin dedicația făcută de autor fratelui său mai mic, Emil Rebreanu, erou și victimă a Primului Război Mondial, cât și prin apariția ca personaje a unor ofițeri cehi (căpitanul Otto Klapka și sublocotenentul dezertor Svoboda). Impresia stârnită de citirea acestei cărți a determinat-o să-l contacteze pe romancier, care a primit-o „cu multă bunăvoință și amabilitate” și i-a povestit „cu mare emoție” geneza romanului, mărturisindu-i că a văzut la sfârșitul anului 1918 o fotografie ce reprezenta o pădure plină cu cehi spânzurați în spatele frontului austriac din Italia.
În perioada următoare, ea a tradus în limba cehă câteva nuvele ale lui Rebreanu și apoi, în 1927, romanul Pădurea spânzuraților, care a fost publicat în anul 1928, după întoarcerea ei în Cehoslovacia. Traducerea acestui roman conține o dedicație în memoria căpitanului Rostislav Kojecký, fratele soțului traducătoarei, care a murit, la fel ca Emil Rebreanu, în Primul Război Mondial; existența a două dedicații similare, care fac legătura între destinul unui personaj literar și destinul unei persoane reale, pe paginile aceleiași cărți reprezintă un caz foarte rar în literatura universală. În acei ani, cei doi soți au publicat, de asemenea, mai multe articole informative și foiletoane cu impresii despre România în ziarele cehoslovace și au tradus piesa de teatru Cleopatra a lui Nicolae Iorga, care, potrivit prof. Staca, se afla sub tipar în anul 1928.

### Cariera profesională

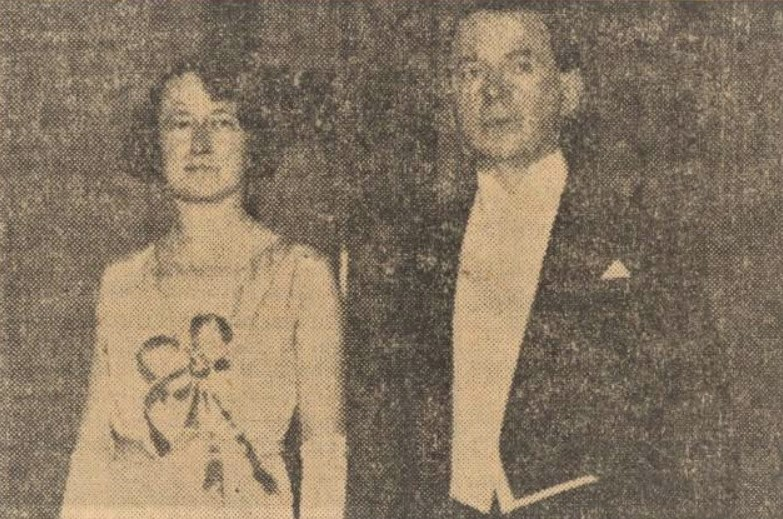
Marie Kojecká-Karásková, împreună cu soțul ei – fotografie din perioada când lucra la traducerea romanului Adam şi Eva de Liviu Rebreanu.

După încheierea stagiului efectuat în România, Marie Kojecká s-a întors în Cehoslovacia și s-a dedicat activității jurnalistice. A continuat să se simtă atașată de cultura română, a participat la cursurile Universității de vară de la Vălenii de Munte, a purtat o corespondență vastă cu Liviu Rebreanu, Mihail Sadoveanu, Camil Petrescu, Zaharia Stancu, Mircea Eliade, Victor Ion Popa ș.a. și a menținut relații de prietenie cu personalități de prim rang ale vieții cultural-artistice din România, fiind vizitată în apartamentul ei din Praga de numeroși scriitori și artiști români, printre care Liviu Rebreanu, Mihail Sadoveanu și Zaharia Stancu.
Literatura română era considerată în acea vreme neatractivă și neprofitabilă de editorii din Cehoslovacia și era greu de găsit un editor care să publice traduceri din limba română, își amintea ulterior Marie Kojecká-Karásková. Cu toate acestea, ea și-a continuat activitatea și a tradus, la îndemnul lui Rebreanu, romanul Ion, care a apărut în anul 1929, precum și romanele Adam și Eva și Ciuleandra, care au rămas în manuscris și nu au mai fost publicate din cauza unor circumstanțe nefavorabile și a izbucnirii celui de-al Doilea Război Mondial. Alte proiecte eșuate de traduceri din acea vreme, pentru care a purtat corespondență cu autorii, au vizat romanele Patul lui Procust al lui Camil Petrescu și Maitreyi al lui Mircea Eliade. Atunci când i-a propus lui Eliade să traducă romanul Maitreyi, scriitorul a încercat să o convingă într-o epistolă din 12 martie 1937 că Huliganii ar fi un roman mai bun („Personal, cred că «Maitreyi» și «Huliganii» sunt cele mai bune romane ale mele, îndeosebi acesta din urmă, care se petrece în România modernă (1933–34) și mai cu seamă printre tineret. «Maitreyi» are calitatea de a fi o poveste de dragoste scurtă și exotică. «Huliganii», însă, sunt un adevărat roman.”).
Kojecká a fost angajată în anul 1934 la agenția de știri Centropress din Praga, unde a lucrat până în 1944. În acest timp, soțul ei (care se născuse la 9 februarie 1902 în satul Záhlinice din districtul Kroměříž) a lucrat ca editor al buletinelor de informare ale Ministerului Afacerilor Externe, redactor la revista Baťa din orașul Zlín și editor al revistelor Silný stát („Stat puternic”) și Palcát („Buzduganul”), a făcut parte din mișcarea cehă de rezistență și a publicat pamflete antinaziste, iar în anul 1939, după ocuparea Cehoslovaciei de către Germania Nazistă, a fost arestat de Gestapo și deportat în lagărele de concentrare naziste; slăbit de anii lungi de închisoare, s-a îmbolnăvit de tifos și a murit la 20 aprilie 1945 în lagărul Bergen-Belsen, unde fusese adus în primăvara acelui an, împreună cu pictorul Josef Čapek, de la Sachsenhausen. După o scurtă perioadă (1944–1945) în care a lucrat în cadrul companiei Philips, Marie Kojecká a revenit din nou în anul 1945 la Centropress.
Încheierea celui de-al Doilea Război Mondial și schimbarea raporturilor de forțe în Europa au făcut ca România și Cehoslovacia să intre în zona de influență sovietică și să se găsească împreună în Blocul răsăritean. Marie Kojecká și-a reluat activitatea de traducătoare și a tradus în principal scrieri proletcultiste românești precum romanele Desculț de Zaharia Stancu și Mitrea Cocor de Mihail Sadoveanu și nuvelele lui Alexandru Sahia. Într-un interviu publicat în 1973, ea a descris astfel pasiunea pentru cultura română, căreia i-a dedicat aproape întreaga viață: „Am îndrăgit din tinerețe comorile literaturii și artei românești pentru cunoașterea cărora în țara mea le-am consacrat eforturile întregii mele vieții. Am avut și satisfacția recunoașterii acestui merit, atît in Cehoslovacia, cît și în România. Firește, nutresc și în prezent sentimente de prețuire și admirație pentru marile realizări, pe toate tărîmurile, ale poporului român.”.
A decedat în 6 aprilie 1976 la Praga, la vârsta de 72 de ani.

## Activitatea literară
Spre deosebire de legăturile culturale cehoslovaco-poloneze și cehoslovace-iugoslave, care au fost îndelungate și destul de vii, ca urmare a originii comune slave a acestor limbi, relațiile literare româno-cehoslovace au avut loc sporadic în perioada anterioară Primului Război Mondial și în primii ani de după război. Operele literare cehoslovace și române au fost traduse rareori în limbile română și respectiv cehă și slovacă. Această situație s-a schimbat la jumătatea anilor 1920, când a început să se manifeste o apropiere culturală între popoarele cehoslovac și român, iar un rol important în promovarea unor relații literare mai strânse între Cehoslovacia și România l-a avut filologa și publicista Jindra Hušková-Flajšhansová, care a publicat în anul 1926 un volum de nuvele românești, traduse în limba cehă, și apoi câteva studii asupra literaturii românești. Relațiile culturale cehoslovaco-române s-au dezvoltat tot mai mult spre sfârșitul anilor 1920 când Marie Kojecká-Karásková a tradus în limba cehă câteva opere literare contemporane, stârnind astfel interesul editorilor cehoslovaci.

### Traduceri
Marie Kojecká a devenit unul dintre primii traducători cehi de literatură română și s-a concentrat îndeosebi pe operele literare cu un puternic caracter social. Activitatea ei de traducere era conștiincioasă și foarte migăloasă: traducătoarea nota expresii și cuvinte rare cărora încerca să le găsească un echivalent cât mai apropiat în limba cehă sau îi scria autorului, cerându-i sfatul, de aceea traducerea unei cărți dura chiar și câțiva ani. Profira Sadoveanu, care a cunoscut-o în acei ani, susținea că traducerea romanului Baltagul a durat cinci–șase ani deoarece Kojecká „muncea cu râvnă și conștiinciozitate”; după ce traducerea a fost încheiată, Kojecká nu s-a grăbit să înmâneze manuscrisul oricărei edituri, ci a căutat editorul cel mai potrivit, care-i putea oferi cele mai bune condiții, și apoi s-a ocupat personal de corecturi și de aspectul grafic al volumului. Kojecká a publicat, până la începerea celui de-al Doilea Război Mondial, traducerile în limba cehă ale unor romane reprezentative ale literaturii române interbelice precum Pădurea spânzuraților (1928) și Ion (1929) de Liviu Rebreanu, Calea Victoriei (1930) de Cezar Petrescu, Diplomatul, tăbăcarul și actrița (1931) de Carol Ardeleanu, Baltagul (1938) și Venea o moară pe Siret (1939) de Mihail Sadoveanu. În plus, comedia Greșala lui Dumnezeu a lui Caton Theodorian a fost transmisă, în traducerea Mariei Kojecká, de postul Radio Praga în ziua de luni 10 mai 1937, între orele 19,25 și 20,10. Traducerile romanelor lui Cezar Petrescu și Carol Ardeleanu au fost realizate în colaborare cu soțul ei, el însuși un cunoscut filoromân.
Interesul în creștere al editorilor cehoslovaci pentru operele scriitorilor români contemporani, evidențiat prin publicarea destul de rapidă a unor romane recente (spre exemplu, traducerea în limba cehă a romanului Pădurea spânzuraților (1922), realizată de Marie Kojecká-Karásková și publicată în anul 1928, este prima traducere din opera lui Liviu Rebreanu care a apărut în străinătate, versiunile în limba cehă ale romanelor Pădurea spânzuraților și Ion (1929) ale lui Liviu Rebreanu sunt primele traduceri ale celor două romane, iar traducerea romanului Calea Victoriei (1929) a fost publicată la mai puțin de șase luni de la tipărirea acestei opere literare în România), s-a datorat dezvoltării relațiilor cehoslovaco-române în perioada interbelică și intenției de prezentare a țării aliate ca o țară europeană, în plin proces de modernizare. Editorii cehoslovaci din perioada interbelică s-au străduit să prezinte literatura română drept o „lectură modernă și captivantă” și au schimbat, din acest motiv, titlurile unor cărți pentru a suna „mai atrăgător” pentru publicul ceh. Astfel, Calea Victoriei a fost publicată sub titlul Paříž východu, adică „Parisul Orientului”, iar Baltagul (al cărui corespondent în limba cehă este „Kyj”, un cuvânt monosilabic și lipsit de rezonanță după opinia lui Traian Ionescu-Nișcov) a devenit Tři jezdci, adică „Trei călăreți”. Traducerea în limba cehă a romanului Pădurea spânzuraților a avut un tiraj considerabil, iar versiunea cehă a romanului Baltagul a apărut inițial sub formă de fascicole și a fost legată apoi într-un volum publicat de Melantrich, cea mai mare editură din Cehoslovacia, ca primul număr al unei colecții speciale (intitulate „Epika”) de nouă romane din literatura universală.
Toate aceste traduceri publicate în perioada interbelică au avut un mare succes la cititorii cehoslovaci și au beneficiat de recenzii critice elogioase, care au evidențiat aportul substanțial al Mariei Kojecká la îmbogățirea patrimoniului traducerilor din Cehoslovacia și la popularizarea literaturii române în rândul publicului cehoslovac. Criticul Jindřich Vodák a subliniat în recenzia sa că, prin romanul Ion, cititorii din Cehoslovacia pot cunoaște mai profund viața socială a poporului român, în timp ce recenziile altor cronicari cehoslovaci au elogiat romanul Calea Victoriei, descriindu-l „opera cea mai atrăgătoare și de-o mai excelentă valoare literară magistrală” sau „portretul unui mare oraș, inima unei țări întregi” și considerându-l pe Cezar Petrescu drept „romancierul cel mai înzestrat al literaturii românești de astăzi”. Versiunea cehă a romanului Calea Victoriei a fost descrisă de cronicarii literari români ca fiind „tot atât de sprintenă și cursivă ca a originalului”, în timp ce tălmăcirea romanului Baltagul de Maria Kojecká a fost lăudată de slavistul Dumitru Crânjală, care a scris că este o „bună traducere”, și apoi de slavistul Traian Ionescu-Nișcov, într-un studiu amănunțit publicat în octombrie 1939 în Revista Fundațiilor Regale, care a considerat-o drept „una din cele mai bune”, în ciuda observațiilor că unele exprimări au fost redate în forme verbale corecte, însă lipsite de frumusețea poetică a textului original. Filologul Dumitru Crânjală a descris-o pe traducătoarea Marie Kojecká drept „una dintre acele muncitoare spirituale cehoslovace, care lucrează cel mai intens și pe cel mai fericit teren pentru apropierea și cunoașterea între ele a celor două popoare amice, român și cehoslovac”.
După cel de-al Doilea Război Mondial, ea și-a continuat activitatea de traducătoare și a tradus romanele Desculț (1949) de Zaharia Stancu și Mitrea Cocor (1950) de Mihail Sadoveanu, precum și mai multe nuvele ale lui Alexandru Sahia, care au fost publicate într-un volum în anul 1950. O versiune revizuită a traducerii din perioada interbelică a romanului Venea o moară pe Siret a fost inclusă, alături de traducerile noi ale romanelor Baltagul și Mitrea Cocor, realizate de prof. Otakar Jirouš, în volumul Čakan. Po řece připlul mlýn. Mitrea Cocor. Vybrané spisy Mihaila Sadoveana. Svazek II) (Baltagul. Venea o moară pe Siret. Mitrea Cocor. Scrieri alese ale lui Mihail Sadoveanu. Vol. II), publicat în anul 1957 de SNKLHU (Editura de Stat pentru literatură și artă) din Praga. În anul 1960 a fost reeditată, într-o formă revizuită, traducerea în limba cehă a romanului Pădurea spânzuraților, realizată de Marie Kojecká-Karásková, și a fost publicată de editura Naše vojsko din Praga, prefațată de studiul „Liviu Rebreanu și Pădurea spânzuraților” al profesoarei Marie Kavková.

### Articole culturale
Marie Kojecká a scris, de asemenea, o serie de articole și foiletoane despre particularitățile naționale și folcloristice ale culturii române și despre evenimentele actuale ale vieții literare românești (inclusiv un studiu despre Mihail Sadoveanu elaborat după război), care au apărut în mai multe periodice cehoslovace din Praga și din alte orașe precum Československá republika, Dnešní Rumunsko, Domov našich žen, Družstevní práce, Evropský literární klub (ELK), Květy, Literární noviny, Národní listy, Národní osvobození, Nový svět, Panoráma, Svobodné noviny, Severočeský deník, Venkov și Zemědělské noviny. Unele traduceri din proza și poezia unor autori români (precum Constantin Sandu-Aldea, I. L. Caragiale, Octavian Goga, Ioan Slavici, Liviu Rebreanu, George Topîrceanu, Ion Pillat, Lucian Blaga, Mihai Eminescu) au fost publicate, însoțite cu comentarii, în revista Venkov și în alte periodice. Traducerile unor poezii românești, pe care le-a realizat Marie Kojecká, au fost incluse în Antologia poeziei europene, care urma să apară în anul 1938 la Praga.
Articolul „Spovedania unui om drept”, publicat de Marie Kojecká în perioada interbelică în revista Družstevní práce din Praga, a prezentat „cu o înțelegere sinceră și profund umană” suferințele scriitorului Panait Istrati și i-a impresionat pe cititori, iar unul dintre ei, Václav Niederle din Chicago, a expediat o scrisoare în 14 decembrie 1933, cu rugămintea de a fi publicată în paginile revistei, în care îl numea pe Istrati un „neprețuit prieten al omenirii” și îi transmitea urări de însănătoșire grabnică.

## Lucrări (selecție)

### Traduceri
- Kalendář míru 1950 (Calendarul păcii 1950), editat de Rajmund Habřina, Vojtěch Holeček și Miloš Vacík, Mír, Praga, 1950, 148 p.; conține „Člověk přešel hory” de Geo Bogza, „Živá továrna” („Uzina vie”) de Al. Sahia și „Vyzváni” de A. Jebeleanu;[60]
- Carol Ardeleanu, Diplomat, koželuh a herečka (Diplomatul, tăbăcarul și actrița), Ústřední dělnické knihkupectví a nakladatelství (Antonín Svěcený), Praga, 1931, 213 p.[11][16][23][61][62] – împreună cu Josef Kojecký;[11][16][61][62]
- Ion Luca Caragiale, Ztracený dopis (O scrisoare pierdută), culegere de proze, SNKLHU, Praga, 1953, 274 p. – traducerea unor proze[63]
- Ion Luca Caragiale, „High-life” („High-life”), în vol. Návštěvou u přátel (În vizită la prieteni), antologie de literatură din „țările democratice” alcătuită de Valeria Sochorovská, Praga, 1959, 228 p.[60]
- Cezar Petrescu, Paříž východu (Calea Victoriei), Česká grafická unie, Praga, 1930, 433 p.[23][38][39][64][65] – împreună cu Josef Kojecký;[38][39][47][64][65]
- Liviu Rebreanu, Les oběšených (Pădurea spânzuraților), Šolc a Šimáček, Praga, col. Matice lidu, 1928, 364 p.[23][36][50][66][67] (ed. a II-a, Naše vojsko, Praga, col. Knihovna vojáka, 1960, 235 p., cu postfața „Liviu Rebreanu și Pădurea spânzuraților” scrisă de Marie Kavková[24][36][50][66][68] și ilustrații de Michael Florian);[66]
- Liviu Rebreanu, Jon (Ion), 2 vol., Družstvení Práce, Praga, col. Živé knihy, 1929, 472 p.;[23][24][36][66][67]
- Liviu Rebreanu, „Maďarská inspekce v předválečné rumunské škole” („Inspecție maghiară într-o școală românească antebelică”), fragment din romanul Jon (Ion), în vol. František Poulíček, Josef Spilka (ed.), Oslavujeme Rumunsko („Sărbătorind România”), Česká grafická unie, Praga, 1938, 75 p.[69]
- Mihail Sadoveanu, Tři jezdci (Baltagul), Melantrich, Praga, col. Epika, 1938, 159 p.;[19][20][23][41][66][70]
- Mihail Sadoveanu, Po řece připlul mlýn (Venea o moară pe Siret), Evropský literární klub (ELK), Praga, 1939, 264 p., cu postfață scrisă de dr. Traian Ionescu-Nișcov;[70][71] versiunea revizuită a traducerii acestui roman[59] a fost inclusă apoi în vol. Čakan. Po řece připlul mlýn. Mitrea Cocor. Vybrané spisy Mihaila Sadoveana. Svazek II) (Baltagul. Venea o moară pe Siret. Mitrea Cocor. Scrieri alese ale lui Mihail Sadoveanu. Vol. II), SNKLHU, Praga, 1957, 577 p.;[41][58][59][66]
- Mihail Sadoveanu, Mitrea Kokor (Mitrea Cocor), Mír, Praga, 1950, 153 p.,[66][72] cu copertă de Jaroslav Mentl[72] (ed. a II-a, Družstvení práce, Praga, col. Živé knihy, 1951, 153 p.);[24][41][66][72]
- Alexandru Sahia, Výkřik (Nuvele), Mír, Praga, 1950, 110 p., cu cuvânt înainte de Ion Vitner;[71][73] conține povestirile „Jarní poprava” („Execuția din primăvară”), „Jednoročákov a smrt” („Moartea tânărului cu termen redus”), „Otcův návrat z války” („Întoarcerea tatii din război”), „Na krvavém poli u Merešti” („Pe câmpia de sânge a Mărășeștilor”), „Vzpoura v přístavu” („Revolta din port”), „Nezaměstnanost bez rasy” („Șomaj fără rasă”), „Jaro” („Primăvara”), „Červnový déšť” („Ploaia din iunie”), „Smrt polykače šavlí” („Moartea înghițitorului de săbii”) și „Živá továrna” („Uzina vie”);[74][75]
- Zaharia Stancu, Bosý (Desculț), Mír, Praga–Brno, 1949, 456 p.[24][57][76][77][78]
- Caton Theodorian, Greșala lui Dumnezeu, reprezentată și difuzată în 10 mai 1937 de Radio Praga[23][42][43][45][46]

## Notă explicativă
1. ↑  Dedicația făcută de Marie Kojecká pe pagina de titlu a traducerii romanului Pădurea spânzuraților al lui Liviu Rebreanu, publicată în anul 1928 la Praga, are următorul text: „Rostislavu kojeckému, stabinimu kapitanu ruskych legii venije — prekladatelka” (în traducere: „Lui Rostislav Kojecký, căpitanul de stat major al Legiunilor Ruse — traducătoarea”). Vezi: Cezar Apreotesei, „Centenar Rebreanu”, în Orizont, anul XXXVI, nr. 49, 6 decembrie 1985, p. 6.